# Borneole
Die Borneole sind eine in der Natur vorkommende Gruppe chemischer Verbindungen. Die isomeren Vertreter sind feste, farblose Substanzen, die strukturell einwertige, sekundäre Alkohole aus der Stoffklasse der bicyclischen Monoterpene sind.

## Vorkommen
Als sekundäre Pflanzenstoffe sind die Borneole Bestandteile vieler ätherischer Öle, wie Salbei (Salvia officinalis), Plectranthus barbatus, Rosmarin (Rosmarinus officinalis), Baldrian (Valeriana officinalis), Koriander (Coriandrum sativum), Waldkiefern (Pinus sylvestris), Thai-Ingwer (Alpinia galanga), Behaarter Zweizahn (Bidens pilosa), Ingwer (Zingiber officinale), Oregano (Origanum vulgare), Winter-Bohnenkraut (Satureja montana), Mutterkraut (Tanacetum parthenium) und Eukalyptus (Eucalyptus grandis). (+)-Borneol/(D)-Borneol (Borneo Camper) findet man hauptsächlich im ätherischen Öl von Drybalanops camphora, einem auf Sumatra und Borneo heimischen Baum, sowie Muskatnuss (Myristica fragrans), Amomum (Amomum compactum, Amomum xanthioides), Boswellia sacra, Zitwerwurzel (Curcuma zedoaria), Ingwer (Zingiber officinale), Rosmarin, Lavendel und Olibanumöl.
Hingegen findet man (–)-Borneol/(L)-Borneol (Ngai Camper) in Pinaceae, Citronellöl, Hanf (Cannabis sativa), Korianderöl (Coriandrum sativum), Mutterkraut (Chrysanthemum parthenium, Tanacetum parthenium), Zitronengras (Cymbopogon nardus), Schwarz-Fichte (Picea mariana), Baldrianöl (Valeriana officinalis), Citronellöl, Thujaöl (Thuja occidentalis) und anderen ätherischen Ölen.

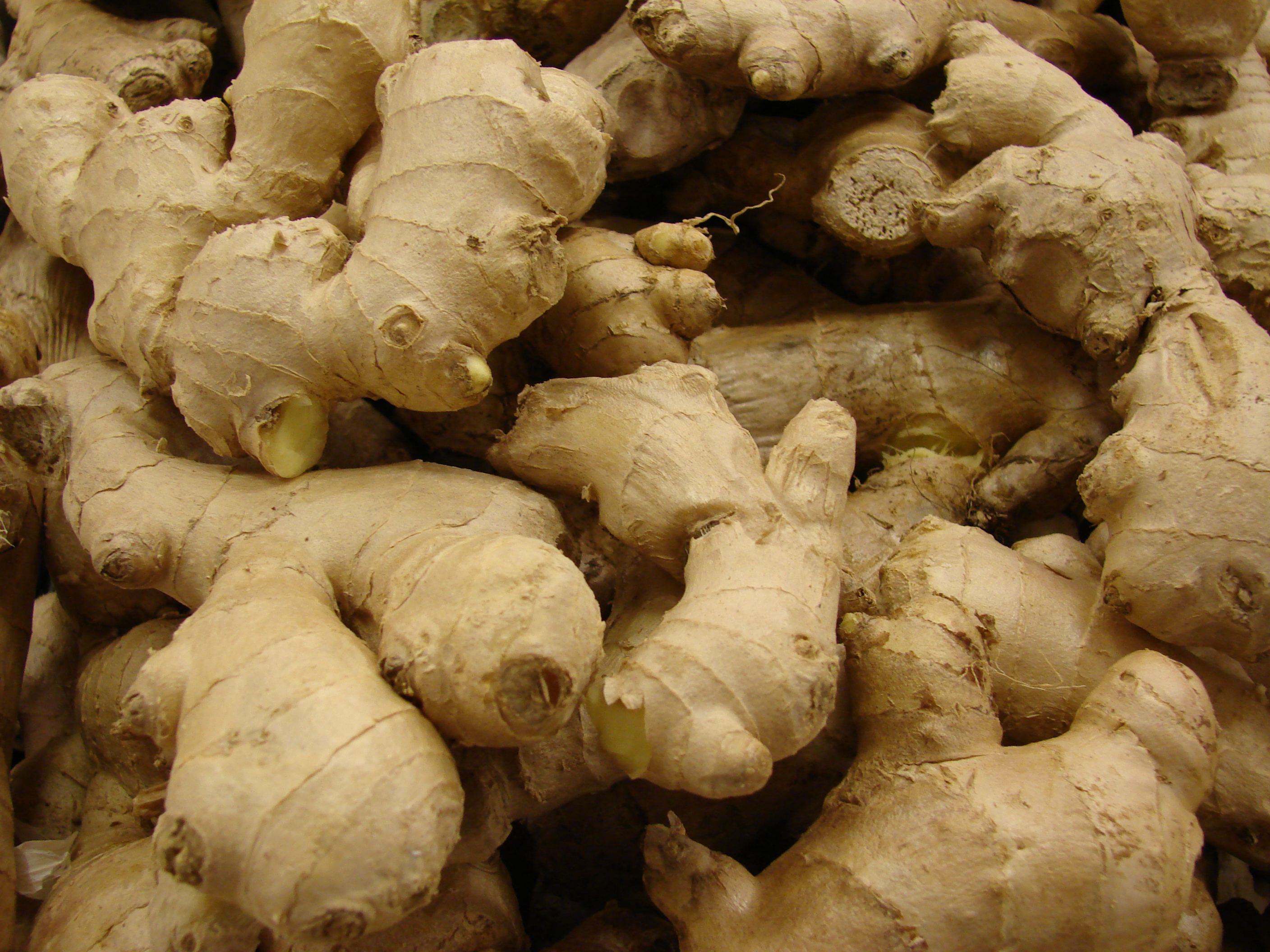
Ingwer
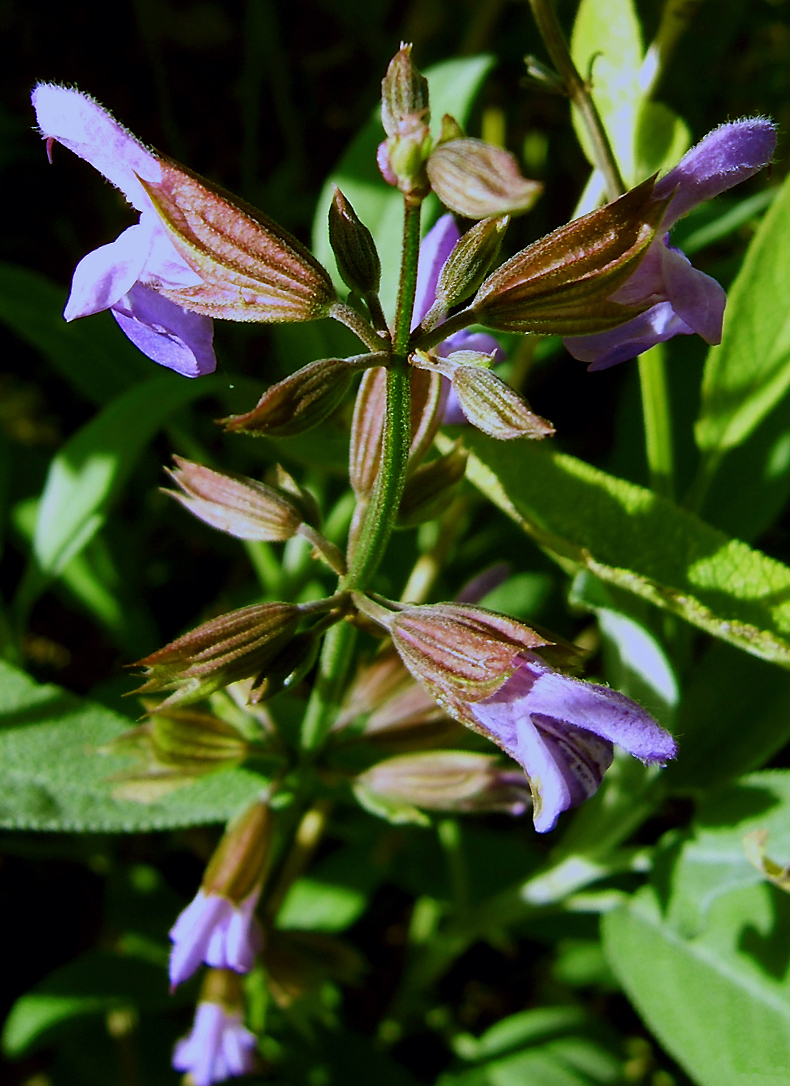
Salbei
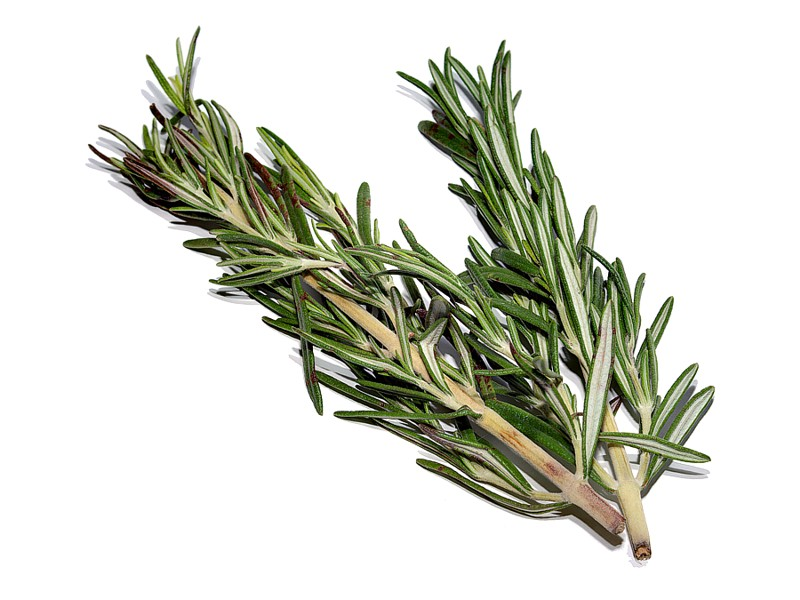
Rosmarin
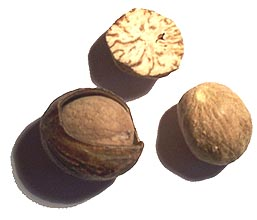
Muskatnuss
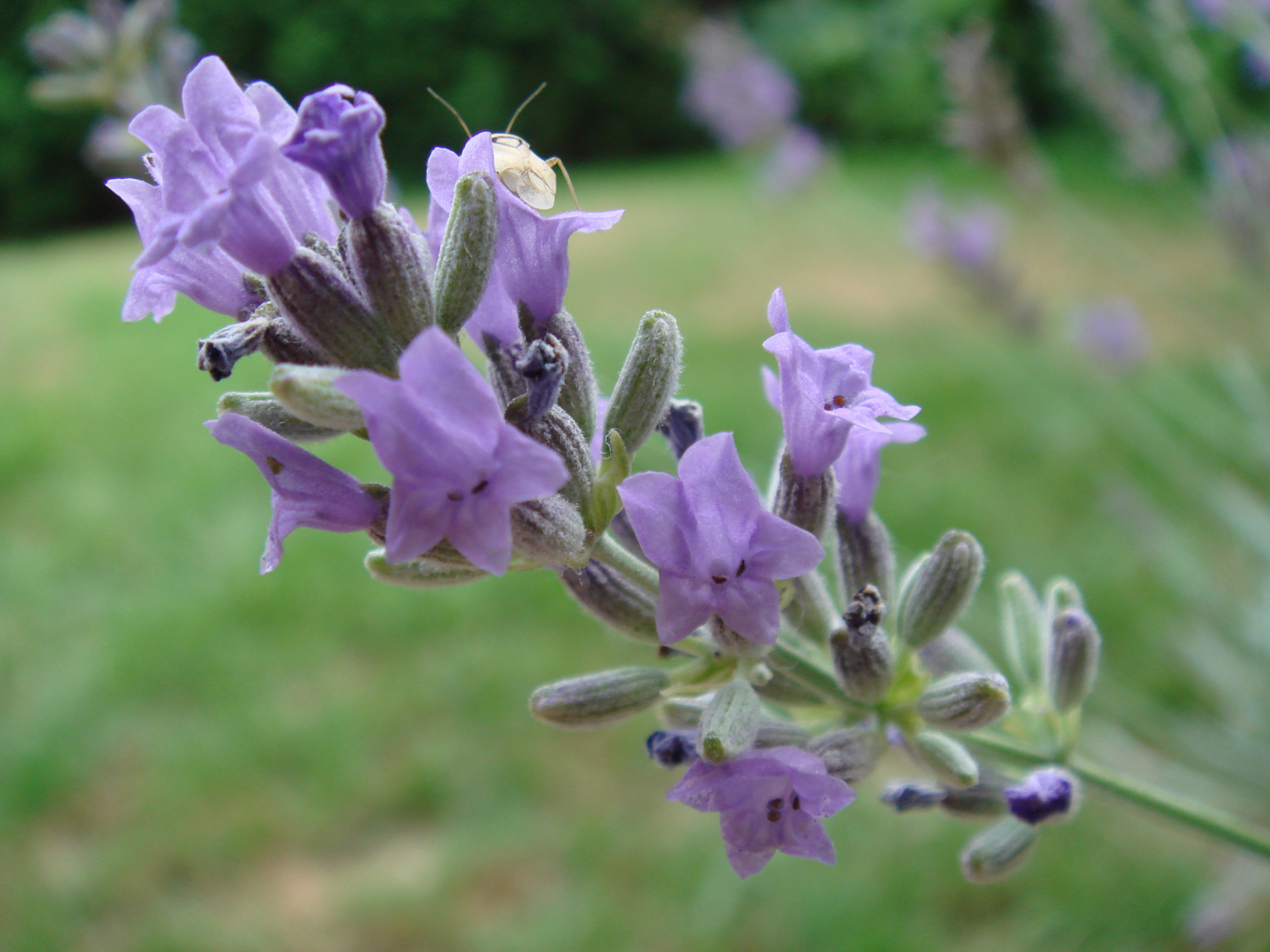
Lavendel

Isoborneole findet man unter anderem in Baldrian (Valeriana officinalis), Salbei (Salvia officinalis), Thymian (Thymus cilicicus), Oregano/Dost (Origanum vulgare, Origanum minutiflorum), Gemeiner Schafgarbe (Achillea millefolium), Bohnenkräuter (Satureja cilicica, Satureja odora), Bergminzen (Micromeria croatica), Kurkuma (Curcuma longa) und Rosmarin (Rosmarinus officinalis).

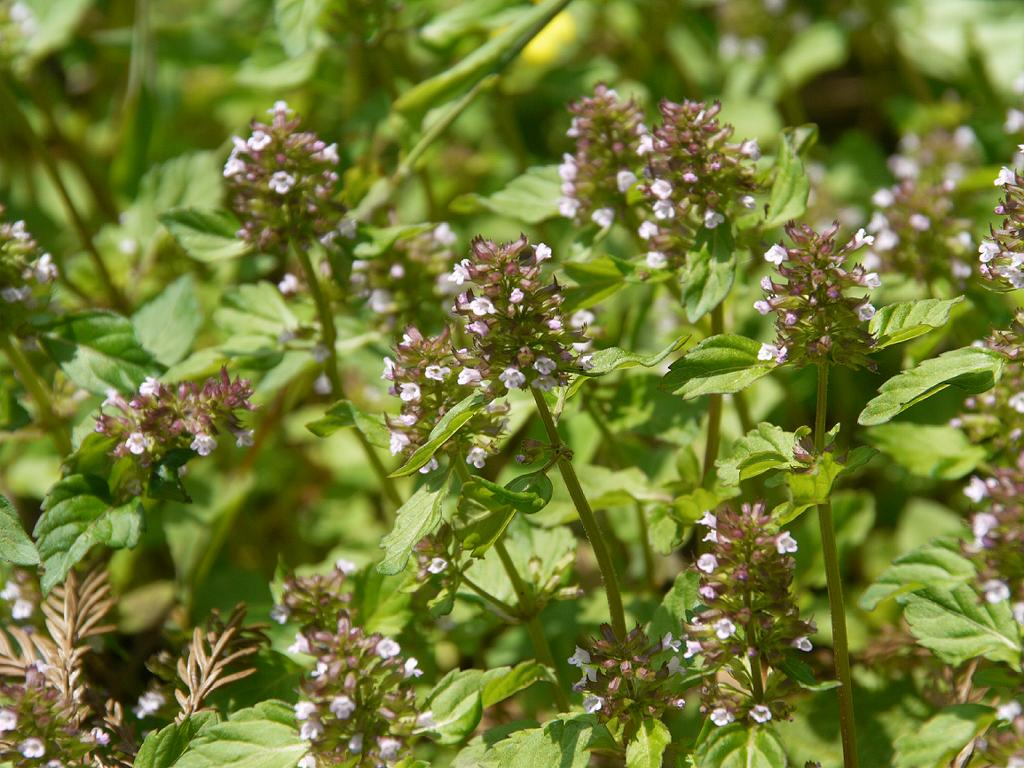
Bergminze
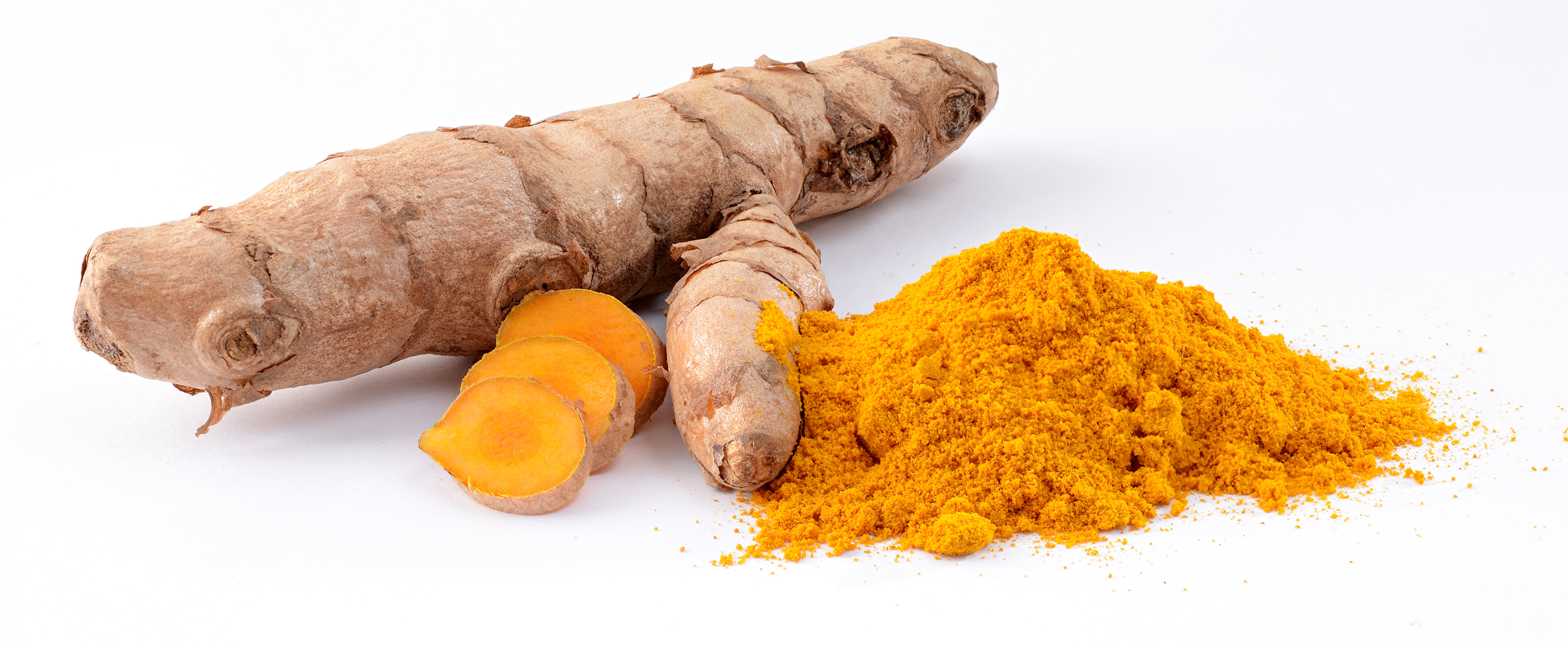
Kurkuma
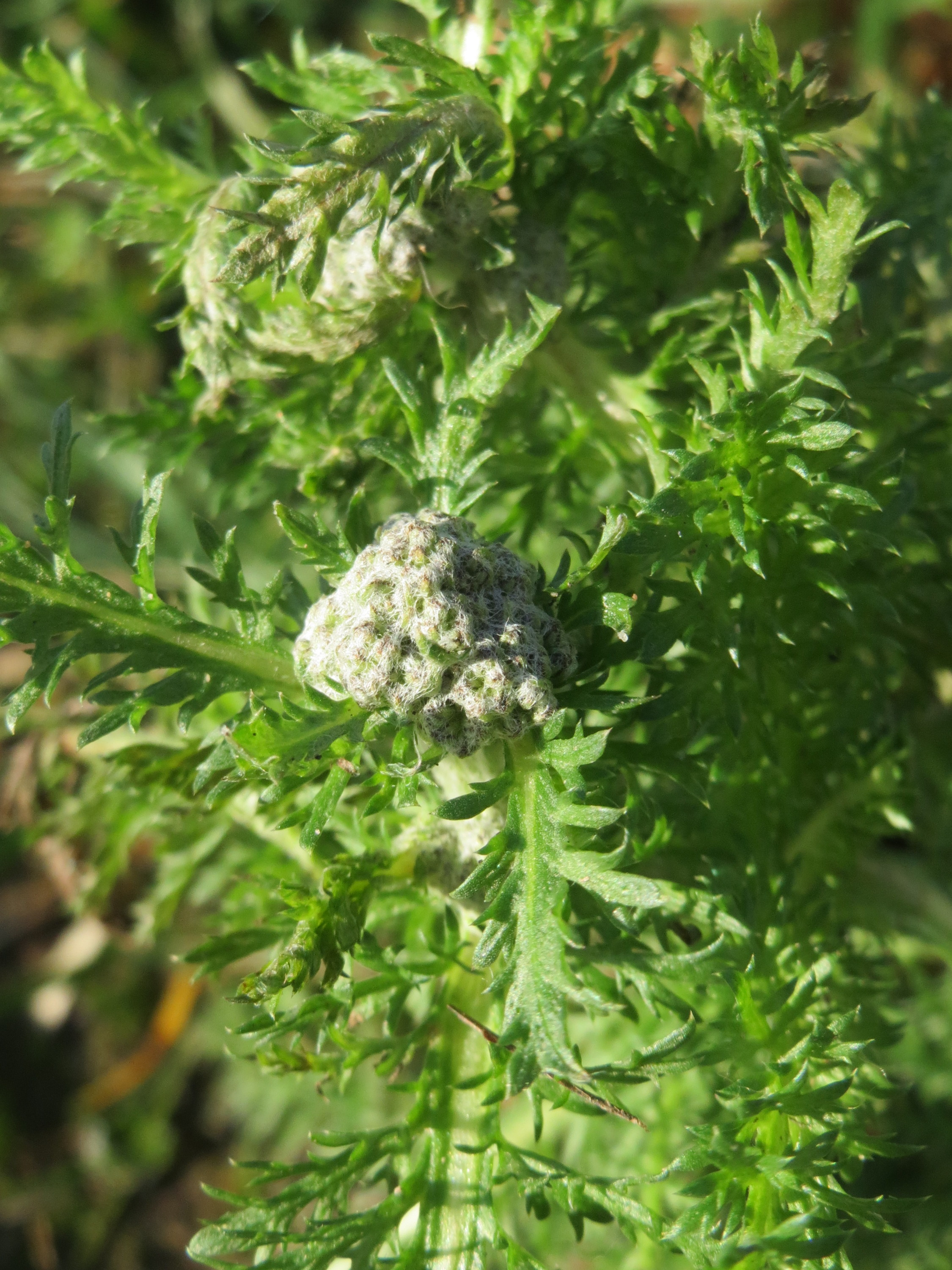
Gemeine Schafgarbe
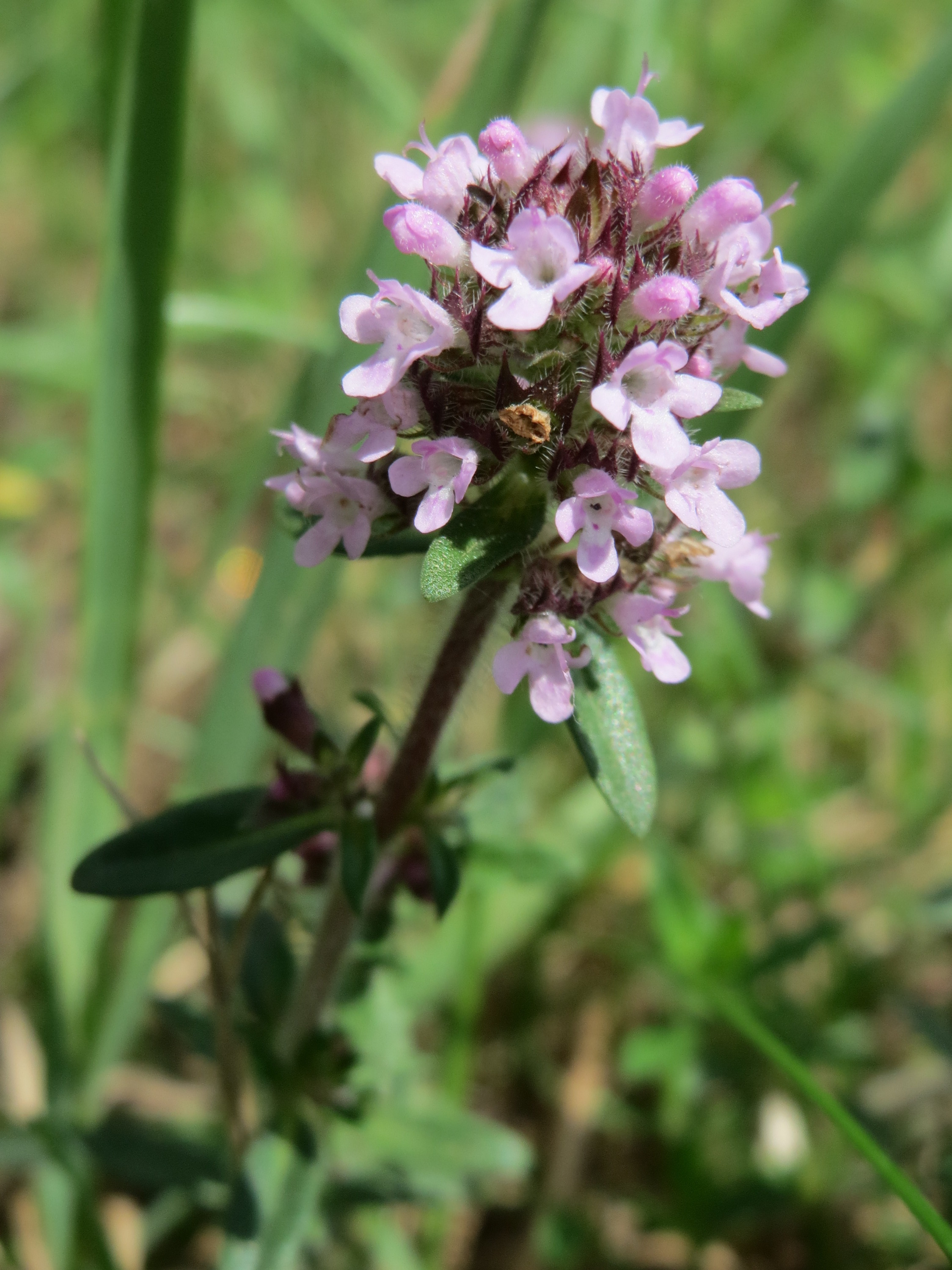
Thymian

## Vertreter
Die Molekülstruktur der Borneole enthält chirale Kohlenstoffatome und kommt daher in zwei diastereomeren Formen vor, die üblicherweise Borneol und Isoborneol genannt werden. Da jede dieser beiden Formen ein (enantiomeres) Spiegelbild hat, existieren insgesamt vier Stereoisomere, von denen jeweils zwei enantiomer zueinander sind und die Racemate (±)-Borneol und (±)-Isoborneol bilden:
| Gefahrensymbol |

| Gefahrensymbol |

| Gefahrensymbol |

## Herstellung
Borneol kann durch Meerwein-Ponndorf-Verley-Reduktion von Campher erhalten werden. Bei der Reduktion von Campher mit Natriumborhydrid oder Lithiumaluminiumhydrid hingegen entsteht vorwiegend das Stereoisomer Isoborneol:
Diastereoselektivität der Reduktion von (1R,4R)-(+)-Campher zu (1R,2R,4R)-Isoborneol (ca. 95 %) und (1R,2S,4R)-Borneol (ca. 5 %).

## Chemische Eigenschaften
Borneol kann mit Chromsäure oder Salpetersäure zu Campher oxidiert werden. Dehydratation mit verdünnten Säuren führt zu Camphen.
Mit Acetanhydrid kann es zum Bornylacetat verestert werden.
Die bakterielle Biosynthese von 2-Methylisoborneol haben Forscher der TU Braunschweig mit dem Helmholtz-Zentrum für Infektionsforschung in Braunschweig und der Uni Saarbrücken erforscht.

## Verwendung

Struktur von DAIB

Als Bestandteil von ätherischen Ölen ist Borneol mitverantwortlich für Geruch und Geschmack diverser Gewürze. Dergestalt wird es auch in Kosmetika eingesetzt. In der Inhaltsstoffliste wird es als BORNEOL (INCI) aufgeführt.
Derivate des Borneols, wie (2S)-(−)-exo-(Dimethylamino)isoborneol (DAIB) werden in der modernen asymmetrischen Synthese genutzt.

## Struktur

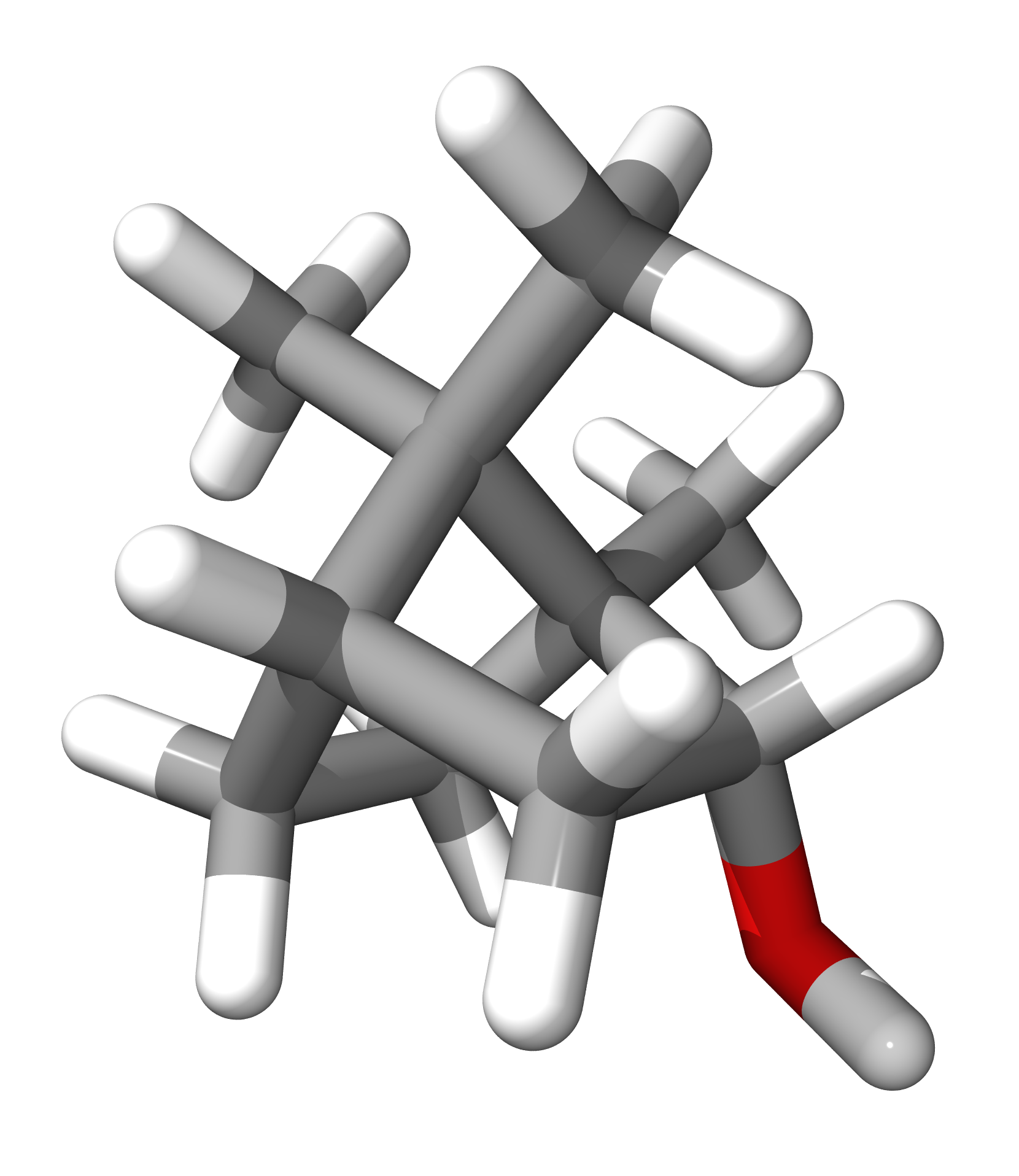
Stäbchenmodell von (S)-Borneol
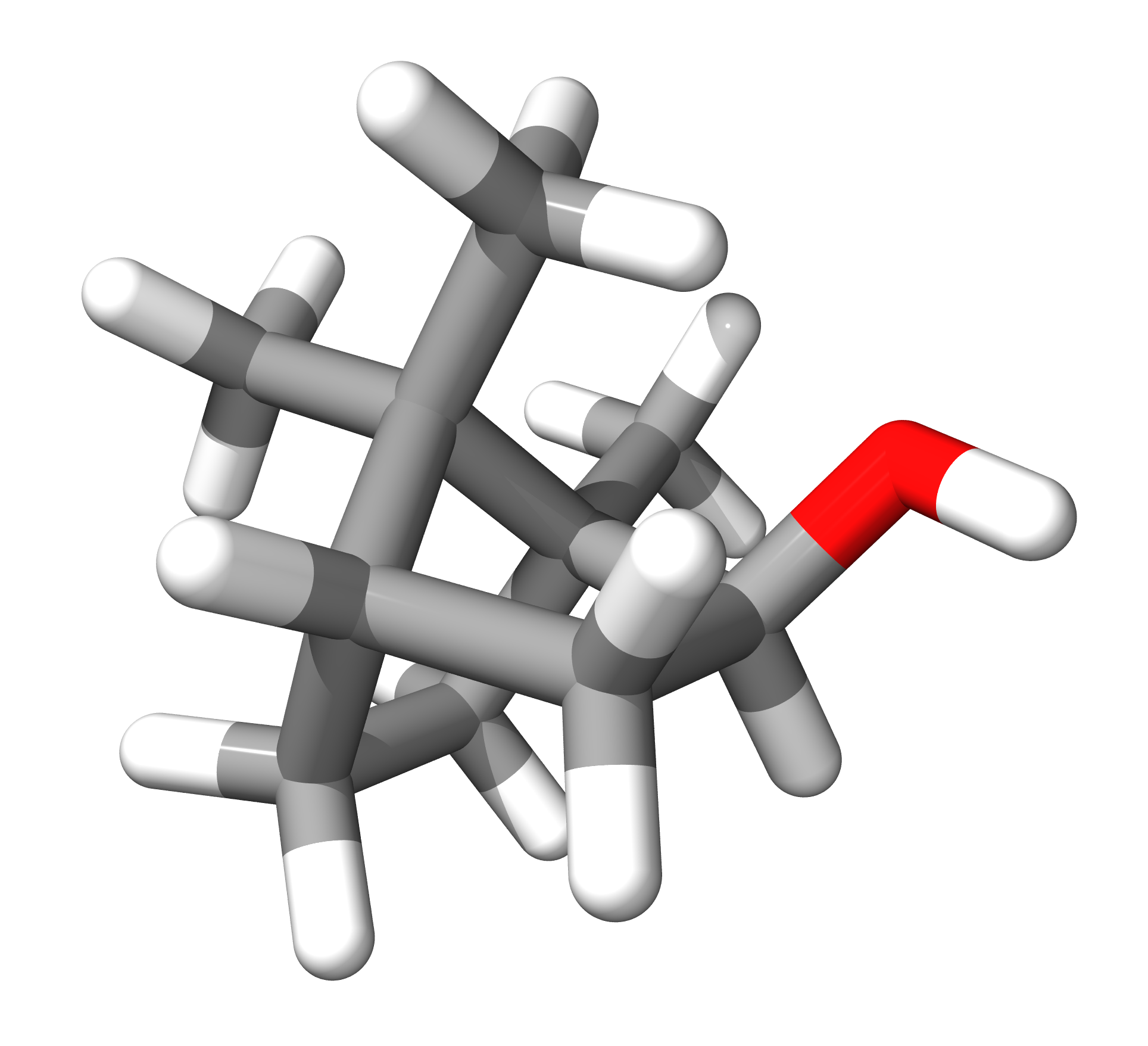
Stäbchenmodell von (S)-Isoborneol